# 작은흰이땃쥐
작은흰이땃쥐(Crocidura suaveolens)는 땃쥐과에 속하는 작은 포유류이다. 아프리카와 아시아 그리고 유럽에 널리 분포하지만, 스페인의 대부분 지역과 프랑스 북서 지역 그리고 영국 본토에는 발견되지 않는다. 서식지로 관목 지대와 정원 등을 좋아하며, 먹이는 곤충과 벌레, 민달팽이, 달팽이 그리고 작은 설치류 등이다. 근연 관계에 있는 아시아작은흰이땃쥐(Crocidura shantungensis)는 한때 이 종에 포함되어 있었으나 현재는 별도의 종으로 간주하고 있다.

## 같이 보기
- 한국의 포유동물